# قانون البابويين 1778
قانون البابويين لعام 1778م هو قانون برلمان بريطانيا العظمى (18 جورج الثالث ج. 60) وكان أول قانون للإغاثة الكاثوليكية الرومانية. في وقت لاحق في 1778م تم سنها أيضا من قبل البرلمان الأيرلندي.
قبل صدور هذا القانون، تم إصدار عدد من «قوانين العقوبات» في بريطانيا وأيرلندا، والتي تراوحت بين السلطات القضائية من وقت لآخر، ولكنها استبعدت فعليًا أولئك المعروفين بأنهم رومان كاثوليك من الحياة العامة.

## تأثير القانون
موجب هذا القانون، تم فرض قسم، إلى جانب إعلان الولاء للسيد الحاكم، احتوى على استبعاد المدعي، وبعض العقائد المنسوبة إلى الرومان الكاثوليك، مثل أن الأمراء المحرومين قد يقتلون بشكل قانوني، بحيث لا ينبغي أن يكون هناك إيمان يتم الاحتفاظ بها مع الزنادقة، وأن البابا كان له صلاحيات قضائية وروحية في بريطانيا العظمى.